# アメリカトキコウ
アメリカトキコウ（学名：Mycteria americana）は、コウノトリ目コウノトリ科に分類される鳥類の一種である。

## 分布
南北アメリカ大陸の熱帯・亜熱帯地域（アメリカのメキシコ湾沿岸から、アルゼンチン北部、ウルグアイまで）に分布する。

## 形態
全長83-114cm。頭と頸は、皮膚が裸出しており黒い。頸から下の全身は白色だが、風切羽と尾羽は黒い。嘴、脚とも黒色である。

## 生態
沼地や湿地、干潟などに生息する。
魚類、甲殻類、昆虫類などを捕食する。植物の種子を食べることもある。
水辺に近い森林で、大規模なコロニーを形成して繁殖する。雄が巣材を集め、雌が造巣する。1腹3-5個の卵を産み、抱卵期間は28-32日である。抱卵は雌雄共同で行う。雛は、50-55日で巣立ちする。

## 人間との関係
北アメリカでは、本種の生息地となる広大な湿地が開発により減少しているため、本種の生息数が減少している。